# Бёрйесон, Агнес
Агнес Бёрйесон (швед. Agnes Börjesson, полное имя Agneta (Agnes) Fredrika Börjesson; 1827—1900) — шведская художница.

## Биография
Родилась 1 мая 1827 года в Уппсале в семье Йохана Бёрьессона и его жены Фредрики Густавы Фок (Fredrika Gustava Fock), являющейся дочерью Берндта Фока, происходящего из древнего семейства Фок.

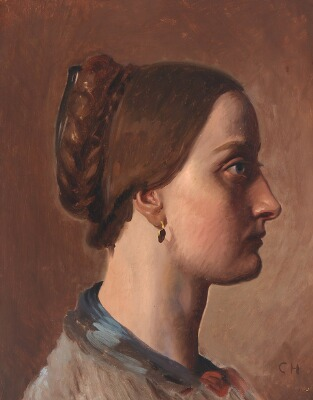
Портрет Агнес Бёрйесон работы Константина Хансена

В 1849 году Агнес стала одной из четырех учениц, которым было предоставлено исключительная возможность для обучения в Королевской академии свободных искусств, которая в то время была закрыта для девушек. В числе остальных учениц были: Амалия Линдегрен, Жанетт Мёллер и Леа Альборн. Затем Бёрйесон продолжила обучение у Константина Хансена в Копенгагене в 1852–1853 годах, у Йохана Боклунда в Стокгольме в 1853–1856 годах, потом — в Париже и в Дюссельдорфе. В Дюссельдорфе в 1865 году она была ученицей Бенджамина Вотье, представителя Дюссельдорфской школы живописи. В 1865 году, проведя некоторое время в Париже, Бёрйесон отправилась в Италию, откуда ненадолго снова вернулась в Дюссельдорф, чтобы взять частные уроки у Вильгельма Зона.

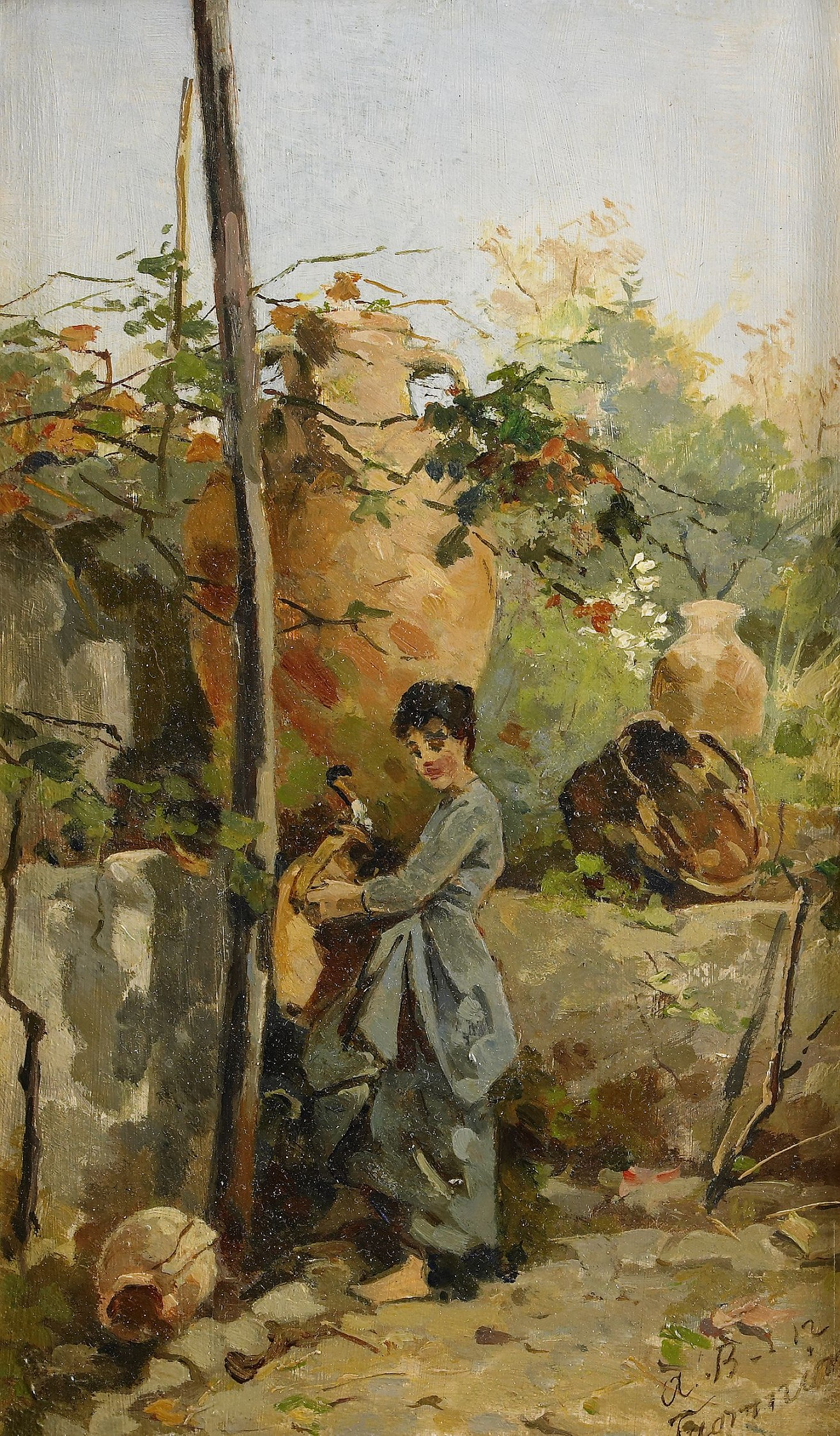
Картина Бёрйесон Italiensk kvinna vid brunnen

Окончательно Агнес Бёрйесон поселилась в Риме и какое-то время жила со своей подругой — художницей Софи Риббинг. Она отправляла свои работы в Швецию и до 1880 года участвовала в выставках в шведской Королевской академии, членом которой стала в 1872 году. В 1873 году Бёрйесон выставлялась на Всемирной выставке в Вене.
Многие работы художницы были созданы на пленэре, на последнем этапе своей карьеры она приняла художественный стиль дивизионизм. Бёрйесон провела много времени в Венеции и на Сицилии, совершала короткие поездки в Испанию и Марокко. Последние три года она жила в Лигурии.
Умерла 26 января 1900 года в итальянском городе Алассио. Ее работы можно увидеть в Национальном музее Швеции, Гётеборгском художественном музее и Художественном музее Мальмё.